# TTC Helga Hannover
Der TTC Helga Hannover ist ein Tischtennisverein aus Hannover-Ricklingen. Dessen Herrenmannschaft spielte in den 1990er Jahren in der Bundesliga.

## Gründung und Namensgeber
Der Verein wurde im Februar 1947 gegründet. Er gehört damit zu den ältesten Tischtennisvereinen in Deutschland (der älteste ist der Kieler TTK Grün-Weiß, der seit 1925 besteht). Namensgeber ist das erste weibliche Mitglied Helga Engelke († 1. Februar 2014 im Alter von 88 Jahren), die 1957 deutsche Vizemeisterin im Doppel mit Ilse Lantermann wurde.

## Profimannschaft
Unter Manager Uwe Rehbein (1943–2024) und Trainer Fred Schwenke qualifizierte sich die Herrenmannschaft 1988 für die neu ins Leben gerufene Zweite Bundesliga. 1992 erfolgte der Aufstieg in die erste Bundesliga. Mit den Spielern Adel Massaad, Andrei Masunow, Berthold Pilsl und Mirko Pawlowski erreichte man Platz acht. Nach nochmaligem Platz acht in der Folgesaison konnte 1994/95 mit dem vorletzten Platz 11 der Abstieg nicht vermieden werden. 1997 gelang der Wiederaufstieg mit Song Shanhua, Adel Massaad, Elger Neumann, Pasi Valasti, Aki Kontala, Markus Lietzau und Patrick Günther. Mit Platz 10 musste das Team in der Play-down-Runde antreten, in der man als Letzter abstieg. Die Mannschaft wurde daraufhin bis in die Regionalliga zurückgezogen. 2000 stieg sie wieder in die Zweite Bundesliga Nord auf und wurde hier in der Besetzung Zhao Kan, Thomas Schröder, Pasi Valasti, Song Shenhua, Patrick Günther, Aki Kontala und Florian Buch auf Anhieb Meister. Aus finanziellen Gründen verzichtete der Verein auf den Aufstieg, löste die Mannschaft auf und trat mit einer Amateurmannschaft in der Bezirks-Oberliga an.
Weitere bekannte Spieler:
- Peter Franz 1987/88
- Lars Hielscher 1990–1992
- Uwe Lindenlaub 1990
- Michał Dziubański 1997/98
- Richard Prause 1997/98

## Heute
Heute betreibt man beim TTC Helga Hannover nur noch Breitensport. 2007 spielten vier Herrenmannschaften, eine Damenmannschaft, zwei Jugendmannschaften und zwei Schülermannschaften.